# Close reading

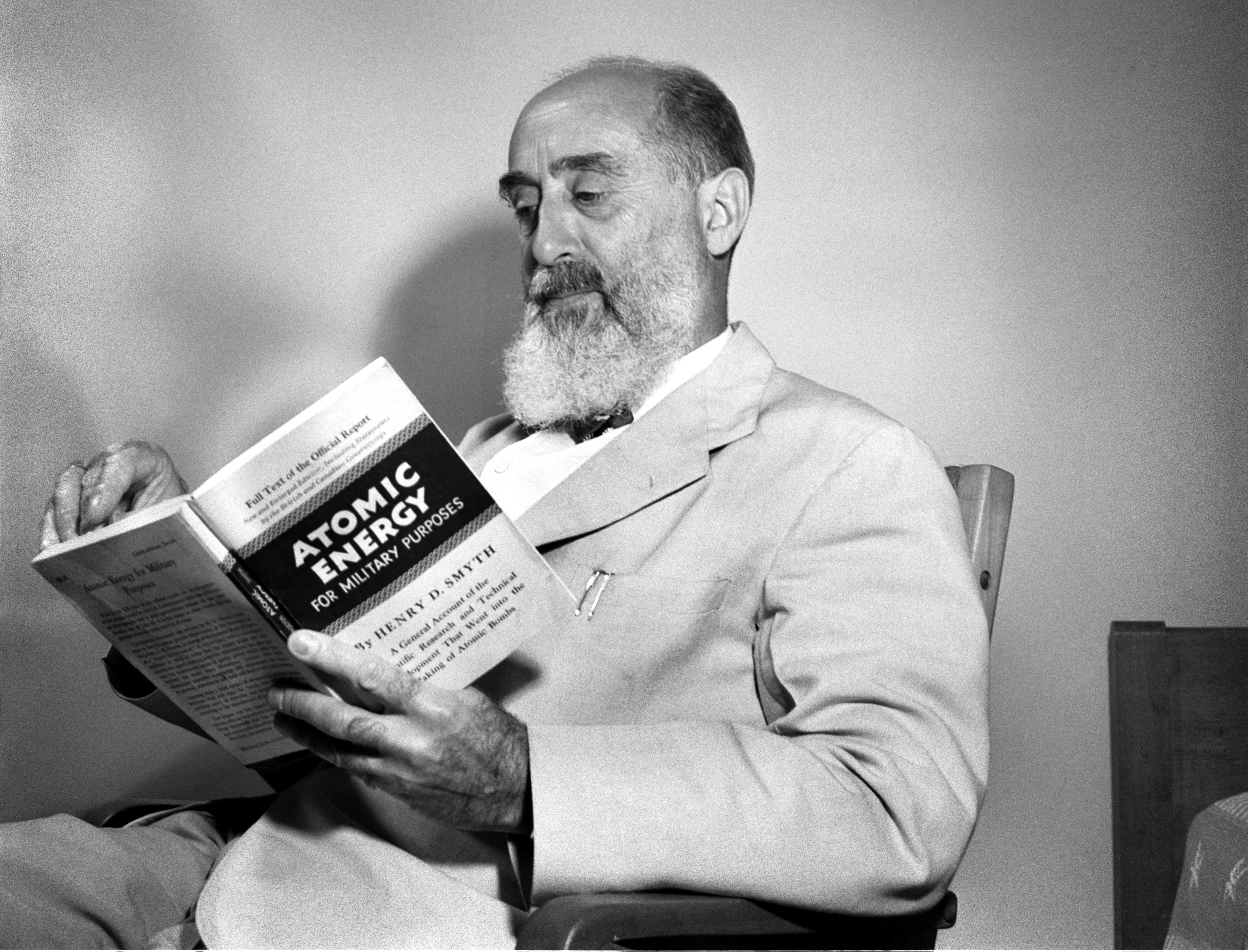

Close reading (in italiano: lettura ravvicinata o lettura attenta) è una forma di critica letteraria basata su di un'attenta analisi di ogni singolo elemento del testo. Un'analisi minuziosa del testo che tende ad escludere ogni informazione personale o esterna e che osserva come i singoli elementi si rapportano con insiemi più grandi, prestando, al contempo, attenzione anche alla struttura formale del testo, ai temi e agli schemi letterari.

## Storia
Questa forma di analisi fu sviluppata da I. A. Richards e raggiunse una discreta diffusione dopo il 1930. Fu utilizzata anche da William Empson e da John Crowe Ransom come fondamento della scuola di critica letteraria New Criticism che dominò il pensiero letterario americano intorno alla metà del XX secolo.